# ФК Бачка 1901
ФК Бачка 1901 је српски фудбалски клуб из Суботице. Тренутно се такмичи у Војвођанској лиги Север, четвртом такмичарском нивоу српског фудбала.

## Историја
Први клуб у овим крајевима настао је у Суботици, али децембра 1898. године, када је Никола Матковић са групом људи формирао фудбалску секцију при Szabadkai sport egyulet (у преводу Суботичко спортско друштво). Појава фудбала у Суботичком спортском друштву међутим не датира од тад, већ од 1896. године када је Золтан Вагнер донео лопту из Будимпеште, где је играо за тамошњи МТК, у исто друштво и врло брзо "заразио" чланове друштва фудбалом. То је довело до запостављања других спортова у оквиру друштва, па је Никола Матковић увео забрану играња фудбала све до 1898. године када је увидео да је ипак "пикање" дисциплина која неумољиво осваја не само град Суботицу, већ и целу Европу. Друштво је прву утакмицу одиграло 22. маја 1899. године на терену крај "Сомборске капије" (данас стадион ФК "Бачка 1901") против екипе Кишкунхалаша и победило 7:1. Такође 1900. године цело спортско друштво је боравило у Београду, и његови играчи су одиграли између себе приказну утакмицу у част краља Александра Обреновића. Маја месеца 1901. године део играча из друштва се издвојио пред одлучујућу утакмицу за пријем у Мађарски фудбалски савез јула исте године против Мохачког гимнастичког друштва.
Иста група играча је формирала нови клуб 03. августа 1901. године под називом Szabadkai atletikai club Bacska , односно Суботички атлетски клуб Бачка. Данас је Бачка 1901 најстарији живи фудбалски клуб у Србији, а то је такође био у бившој Југославији. У тренутку оснивања клуба Суботица се налазила у Аустроугарској.
У првим деценијама XX века, Бачка је имала водеће место у фудбалу Војводине, а до 1914 је учествовала у организованим међуклупским првенственим такмичењима у целој Угарској. Клубови су били подељени у 4 зоне: јужну, источну, северну и западну. Као представник јужне зоне, Бачка је постигла најуспешније резултате: била је прва 1908/09, 1911/12, 1912/13, а 1909/10 и 1910/11 је била друга. Победници зона су играли по куп систему да добију победника који је са победником будимпештанске зоне играо за првака Угарске.

## Имена кроз историју
- Bácska Szabadkai Athletikai Club
- JSD "Bačka"
- Hrvatsko fiskulturno društvo "Građanski"
- FD "Sloboda"
- FD "Zvezda"
- FK "Bačka"

## Новији резултати
| Сезона   | Ранг | Лига                   | Позиција | ИГ | Д  | Н  | П  | ГД | ГП | ГР  | Бод     | Куп                  |
| -------- | ---- | ---------------------- | -------- | -- | -- | -- | -- | -- | -- | --- | ------- | -------------------- |
| 2008/09. | 4    | Војвођанска лига Исток | 3.       | 34 | 19 | 6  | 9  | 64 | 25 | +39 | 63      | Није се квалификовао |
| 2009/10. | 4    | Војвођанска лига Исток | 2.       | 34 | 22 | 7  | 5  | 95 | 31 | +64 | 73      | Није се квалификовао |
| 2010/11. | 4    | Војвођанска лига Исток | 8.       | 30 | 12 | 6  | 12 | 46 | 44 | +2  | 41 (-1) | Није се квалификовао |
| 2011/12. | 4    | Војвођанска лига Исток | 4.       | 30 | 20 | 6  | 4  | 83 | 20 | +63 | 66      | Није се квалификовао |
| 2012/13. | 4    | Војвођанска лига Исток | 2.       | 30 | 22 | 4  | 4  | 77 | 22 | +55 | 70      | Није се квалификовао |
| 2013/14. | 3    | Српска лига Војводина  | 11.      | 30 | 10 | 6  | 14 | 31 | 39 | -8  | 36      | Није се квалификовао |
| 2014/15. | 3    | Српска лига Војводина  | 3.       | 30 | 16 | 5  | 9  | 45 | 27 | +18 | 53      | Није се квалификовао |
| 2015/16. | 3    | Српска лига Војводина  | 6.       | 30 | 11 | 11 | 8  | 41 | 32 | +9  | 44      | Није се квалификовао |
| 2016/17. | 3    | Српска лига Војводина  | 6.       | 28 | 11 | 8  | 9  | 31 | 29 | +2  | 41      | Није се квалификовао |
| 2017/18. | 3    | Српска лига Војводина  | 13.      | 30 | 10 | 6  | 14 | 37 | 47 | -10 | 36      | Није се квалификовао |
| 2018/19. | 3    | Српска лига Војводина  | 5.       | 32 | 15 | 3  | 14 | 41 | 38 | +3  | 48      | Није се квалификовао |
| 2019/20. | 3    | Српска лига Војводина  | 2.       | 17 | 11 | 4  | 2  | 31 | 16 | +15 | 37      | Није се квалификовао |
| 2020/21. | 3    | Српска лига Војводина  | 15. ()   | 38 | 12 | 5  | 21 | 48 | 73 | -25 | 41      | Није се квалификовао |
| 2021/22. | 4    | Војвођанска лига Север |          |    |    |    |    |    |    |     |         | Није се квалификовао |